# Revolución monegasca
La Revolución monegasca de 1910 fueron una serie de enfrentamientos de la población del Principado de Mónaco contra su gobernante, el Príncipe Alberto I, que condujeron al final de la monarquía absoluta para cambiarla por una constitucional.

## Demandas populares
La revolución sucedió como consecuencia del aumento del desempleo, ya que el microestado europeo carecía de tierras de cultivo o de fábricas y el príncipe había prohibido a sus súbditos trabajar en las múltiples casas de juego de la ciudad. Su orgullo nacional se veía obstaculizado por una mala reputación como "la cloaca moral de Europa". Además, el príncipe solía gastar su dinero en Francia y no en Mónaco. Los ciudadanos se manifestaron exigiendo una constitución y un parlamento, amenazando con convertir a Mónaco en una República si no eran cumplidas sus demandas. Otras demandas incluían la terminación del monopolio de Camille Blanc y Roland Bonaparte sobre el negocio del juego, la retirada de los franceses de las oficinas estatales, y la separación de las finanzas del príncipe de las del estado.
A principios de marzo de 1910, una delegación compuesta por Suffren Peymond, Théodore Gastaud, André Marsan y Charles Bellando de Castro llegó para entregar un ultimátum al príncipe. Más tarde ese mes, el príncipe accedió a hacer concesiones. Durante el resto del año, hubo protestas masivas en contra de la dominación francesa en cuanto al gobierno y la economía monegasca. El Palacio del Príncipe también fue asaltado por una turba y posteriormente saqueado.
El príncipe escapó del país con la ayuda de la Compañía de Carabineros del Príncipe, y permaneció en Francia hasta que los disturbios se calmaron. Soldados de la Compañía trataron de defender el palacio, pero finalmente fracasaron después de los disturbios, que duraron todo un día.

## Resultado
El 5 de enero, el Príncipe concedió a Mónaco una Constitución, que tenía poco contenido en el sentido de reducir la autoridad del soberano, siendo suspendida con la Primera Guerra Mundial. Después de la muerte del príncipe Alberto en 1922, The New York Times publicó una entrevista con él en 1921, en la que aceptaba la necesidad de la revolución de 1911. La constitución de Mónaco es, de hecho, la más corta del mundo en vigor.